# Lepidopus caudatus
Lepidopus caudatus, comummente conhecido como peixe-espada ou peixe-espada-branco (para melhor se distinguir do Aphanopus carbo, conhecido como peixe-espada-preto), é uma espécie de peixe teleósteo da ordem dos perciformes, subordem dos escombrídeos, e família dos Lepidopídeos. 

## Descrição

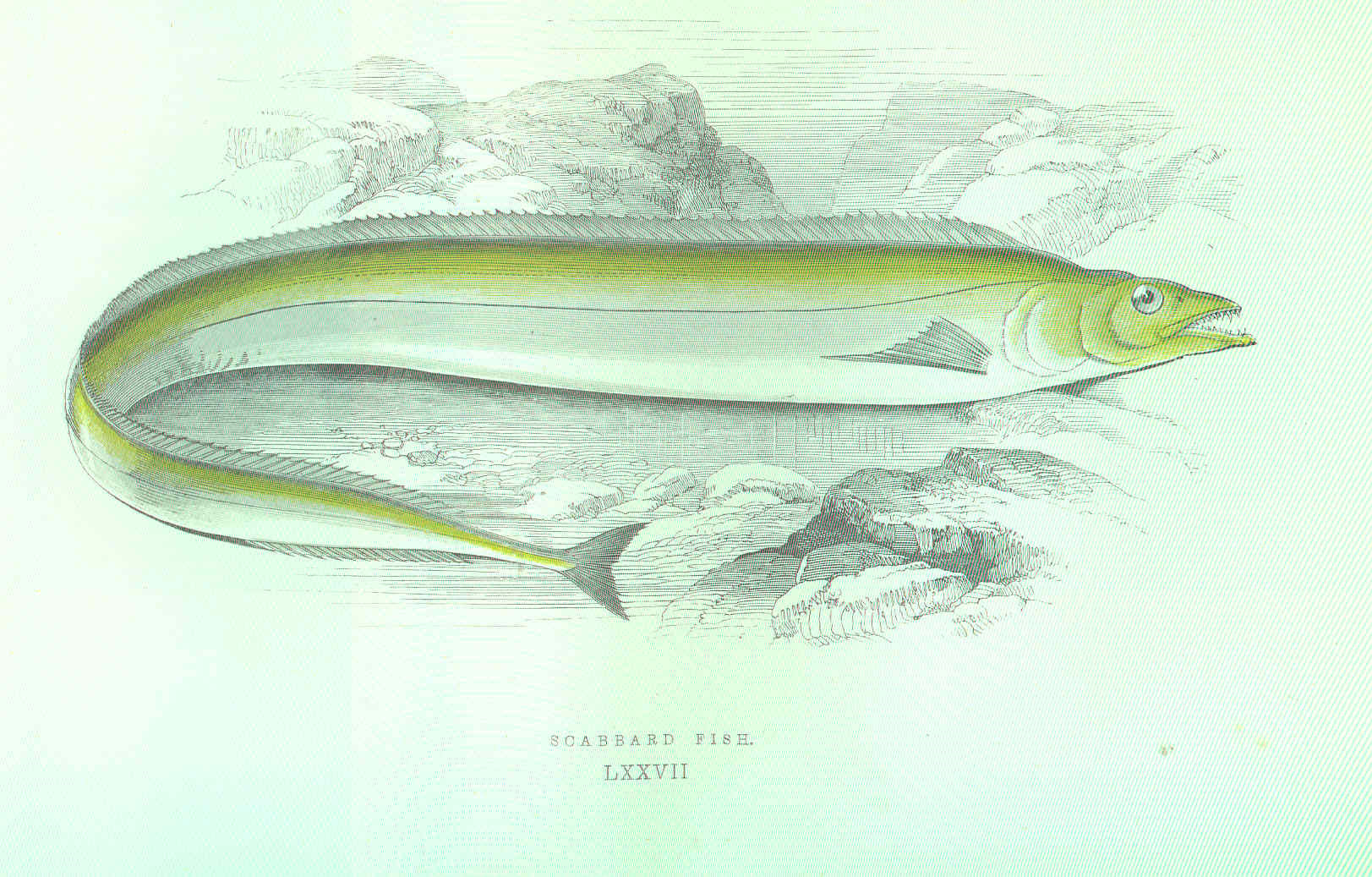
Gravura de Lepidouos caudatis na obra de Jonathan Couch (1877) History of the Fishes of the British Isles, 1877.

Este peixe caracteriza-se pelo corpo comprido e espalmado e pela proeminente crista que lhe assenta na nuca. O ânus situa-se algures sob o 36.º a 40.º raio dorsal, sendo que o espinho posterior ao ânus é pequeno e de formato triangular.
Na boca, apresenta dentes pontiagudos e grandes, dos quais, alguns são dentes palatinos.
No que toca às barbatanas, conta com uma dorsal contínua, sem recorte, que separar a parte espinhosa da mole. A barbatana caudal, por seu turno, é bastante grande. As barbatanas pélvicas, por sinal mais reduzidas, inserem-se sob o oitavo ou nono raio dorsal.   
Conta com 98 a 110 raios dorsais, 2 espinhos anais, cerca de 59 a 66 raios anais e 105 a 114 vértebras.
No que toca à sua coloração, tem um corpo uniformemente prateado, sem escamas, com a barbata dorsal em tons de cinzento escuro, particularmente no espécimes do Atlântico Norte, e margeado a negro nas membranas entre o 3.º e o 7.º ou 9.º raio dorsal, entre os espécimes do Hemisfério Sul.
Em média, os peixes-espada medem entre 1 metro e 1,35 metros de comprimento, se bem que há registo da captura de espécimes com 2,10 metros de comprimento. O peso máximo alguma vez registado para um peixe-espada-branca cifra-se nos 8 kg.

## Distribuição
Marca presença no Nordeste do Atlântico, desde França até ao Senegal, incluindo os arquipélagos dos Açores, da Madeira e das Canárias e a orla do Mar Jónico. Medra, ainda, junto à África do Sul, desde o Cabo Frio até ao Banco das Agulhas. Também se pode encontrar no Índico Sul ao longo das coordenadas a 30 to 35°S, e junto à costa de Nova Gales do Sul, do Sudoeste australiano e da Nova Zelândia.

### Ecologia
Trata-se de uma espécie bentopelágica, que privilegia a plataforma continental, desde a superfície até 400 metros de profundidade. Costuma frequentar leitos lamacentos e bancos de areia a profundidades na ordem dos 100 a 250 metros. À noite migra para a zona pelágica da coluna de água.

## Comportamento e alimentação

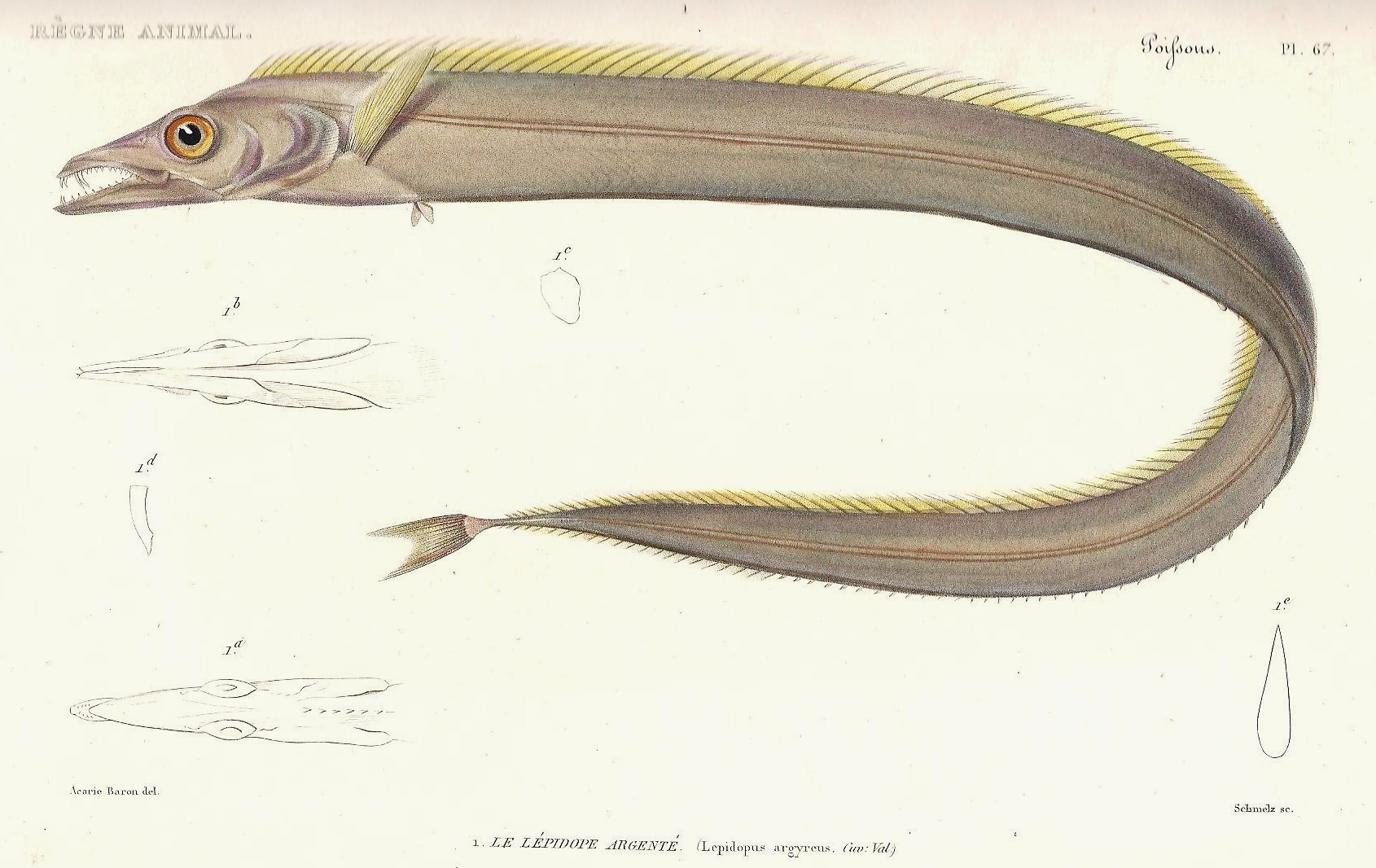
Ilustração do livro Le règne animal distribué d'après son organisation, de Georges Cuvier (Tomo 8), 2ª ed., 1828, com a representação da espécie Lepidopus argyreus (hoje L. caudatus).

Trata-se de uma espécie de gregária, que se agrupa em cardumes. Ocasionalmente, encontra-se junto à costa, impelida pelas correntes até à superfície. 
Alimenta-se à base de crustáceos, lulas pequenas e peixes pequenos. No Atlântico Oriental, privilegia o consumo das seguintes espécies: Euphausia hanseni Zimmer; Esox lucius; Pasiphaea semispinosa; Todaropsis eblanae; Engraulis capensis; Etrumeus terres; Sardinops ocellata; Maurolicus muelleri; Symbolophorus humbolti; Diaphus dumerili; Lampanyctodes hectoris; Chlorophthalmus sp. e Scomber japonicus.
Os ovos e alevins desta espécie são pelágicos.
Os espécimes do Atlântico Oriental, aos nove anos de idade, tendem a aproximar-se dos 1,25 metros, ao passo que os espécimes do Nordeste do Atlântico podem chegar aos 1,60 metros aos 13 anos. Eclodem entre o final do Inverno e o princípio da Primavera, junto à costa norte-africana, ao passo que na costa neozelandesa, costumam eclodir na Primavera e no Outono.

## Pesca

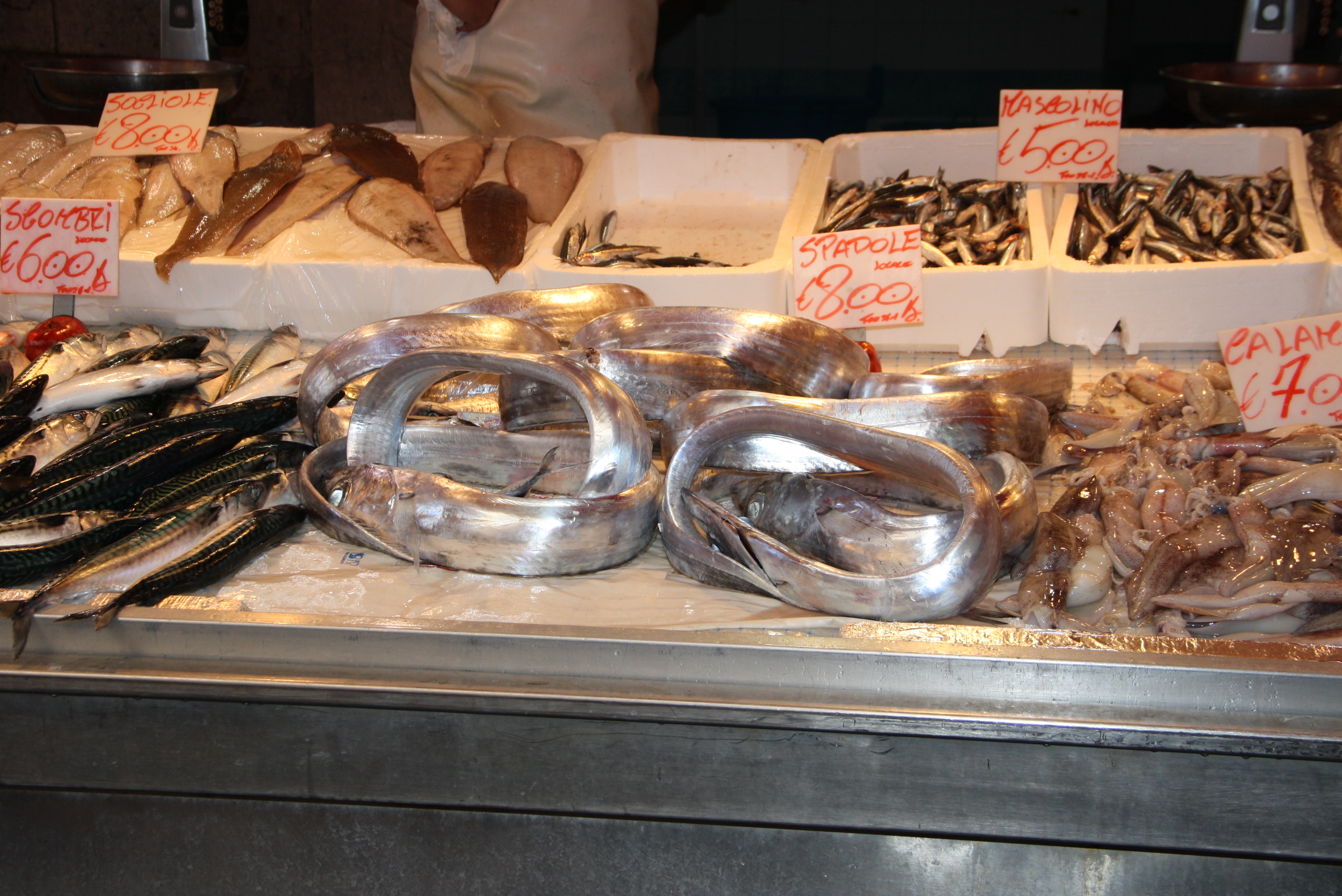
Exemplares à venda num mercado da Sicília.

É uma espécie de particular importância para a pesca comercial do Noroeste Atlântico, especialmente para Portugal e para Marrocos. Sendo que no hemisfério Sul, na Namíbia e na Nova Zelândia, também conhece particular expressividade no sector das pescas.
É muito apreciada para o consumo humano.

## Taxonomia

### Descrição
A espécie foi descrita pelo médico, botânico, zoólogo e explorador sueco Bengt Anders Euphrasén, discípulo de Linneu, crismada com o nome Trichiurus caudatus.
Posteriormente foi incluída no género Lepidopus, criado em 1863 pelo botânico e ictiólogo francês Antoine Goüan.

### Etimologia
O nome genérico, Lepidopus, provém da aglutinação dos étimos gregos antigos, λεπῐ́ς (lepis), que significa «escama», e πούς (pous), que significa «pé».
O epíteto específico, caudatus, provém do nominativo singular masculino do adjectivo latino caudatis, -a -um, derivado do substantivo cauda, -ae, "cauda", por alusão à longa cauda deste peixe.

### Sinónimos
Além do basónimo Lepidopus caudatus, ao longo do tempo esta espécie também foi conhecida pelos seguintes sinónimos:
- Lepidopus argenteus Bonnaterre, 1788
- Lepidopus gouanianus Lacepède, 1800
- Lepidopus lex Phillipps, 1932
- Lepidopus peronii Risso, 1810
- Lepidopus xantusi Goode & Bean, 1896
- Scarcina argyrea Rafinesque, 1810
- Trichiurus caudatus Euphrasen, 1788 (basónimo)
- Trichiurus ensiformis Vandelli, 1797
- Trichiurus gladius Holten, 1802
- Vandellius lusitanicus Shaw, 1803
- Ziphotheca tetradens Montagu, 1811